# Ружани
Ружани (блр. Ружаны; рус. Ружаны) насељено је место са административним статусом варошице (городской посёлок) у западном делу Републике Белорусије. Административно припада Пружанском рејону Брестске области.
Према подацима пописа становништва из 2009. у вароши је живело 3.100 становника.

## Географија
Варошица Ружани се налази у северозападном делу Пружанског рејона и на северу Брестске области. Леже на реци Ружанки, на око 45 км североисточно од административног центра рејона Пружана, односно на око 140 км североисточно од административног центра области Бреста.
Преко рејона пролазе друмски правци Р85 (Високаје—Пружани—Ружани—Слоним) и Р44 (Ивацевичи—Косава—Ружани—Скидаљ).

## Историја
Први писани подаци о насељу Ружанима датирају из 1490, а 1552. помињу се као насеље под управом грофова Тишкевича. Године 1598. литвански канцелар Лав Сапега купио је насеље (односно имање) и ту подигао велики двор који је постао важна политичка дестинација у тадашњој Великој Кнежевини Литванији.

## Демографија
Према резултатима пописа из 2009. у насељу је живело 3.100 становника.

## Познати становници
- Јицак Шамир (15. октобар 1915 — 30. јун 2012) — премијер Израела од 1983. до 1984. и поново од 1986. до 1992. године.